# Vlastimil Hort
Vlastimil Hort (* 12. Januar 1944 in Kladno; † 12. Mai 2025 in Eitorf) war ein tschechoslowakisch-deutscher Schachgroßmeister, der bis 1986 für die Tschechoslowakei spielte und seitdem für Deutschland antrat.

## Leben
Hort absolvierte ein Studium mit Schwerpunkt Außenhandel. 1960 in Leipzig nahm er erstmals an einer Schacholympiade teil. Er spielte bei der Europa-Mannschaftsmeisterschaft im Schach 1961 in Oberhausen für die Tschechoslowakei. 1962 wurde er Internationaler Meister, 1965 errang er den Titel eines Großmeisters. Beim Interzonenturnier in Sousse 1967 kam Hort auf Rang 6. Im Jahre 1970 wurde er für den Wettkampf UdSSR gegen den Rest der Welt an Brett 4 eingesetzt, er besiegte Lew Polugajewski mit 2,5:1,5. Die Landesmeisterschaft der Tschechoslowakei gewann er 1970, 1971, 1972, 1975, 1977 und 1984. Im Viertelfinale des Qualifikationswettkampfs zur Schachweltmeisterschaft 1978 unterlag Hort 1977 in Reykjavík gegen Boris Spasski knapp mit 7,5:8,5. In der 15. Partie verlor er in klarer Gewinnstellung durch Zeitüberschreitung und konnte diese unglückliche Niederlage in der letzten Partie nicht mehr ausgleichen. Damals gehörte Hort zur Weltspitze, seine beste Platzierung war der sechste Platz, den er 1977 gleichauf mit Lew Polugajewski und Michail Tal belegte.

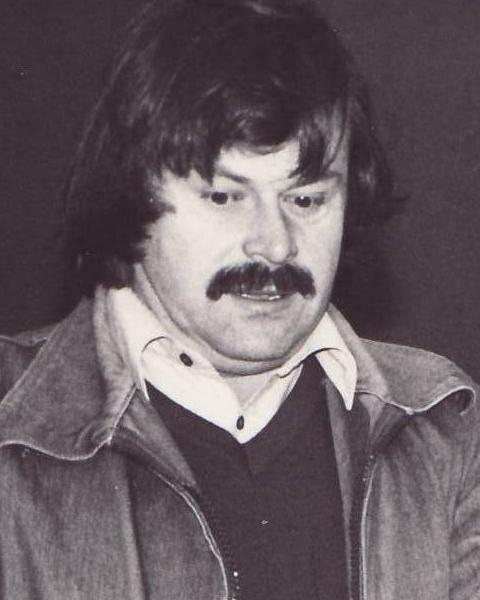
Vlastimil Hort, Gewinner der Dortmunder Schachtage 1982

Hort übersiedelte 1979 nach (West-)Deutschland und schloss sich dem Schachbundesligaclub SG Porz an, wo er bis 2001 spielte. Mit Porz wurde er 1979, 1982, 1984, 1994, 1996, 1998, 1999 und 2000 deutscher Mannschaftsmeister. In der Schweizer Nationalliga A spielte er von 2004 bis 2012 für die Schachfreunde Reichenstein, mit denen er 2006 Meister wurde, von 2013 bis 2015 war der Schachklub Luzern sein Verein, seit 2016 spielt er für den SK Réti Zürich. Er behielt die tschechoslowakische Staatsbürgerschaft. 1981 wurde er Zweiter hinter Lubomir Kavalek bei der Internationalen Deutschen Meisterschaft in Bochum. Er gewann 1982 das Großmeisterturnier der Dortmunder Schachtage und 1983 das Open American Summer.
Mit der Tschechoslowakei gewann er die Silbermedaille bei der Schacholympiade 1982 in Luzern. Hort nahm an insgesamt 14 Schacholympiaden teil, elfmal für die Tschechoslowakei (1960 in Leipzig bis zur Schacholympiade 1984 in Thessaloniki) und dreimal für Deutschland (1988 in Thessaloniki, 1990 in Novi Sad und 1992 in Manila). In der Einzelwertung erhielt er 1972 Silber am ersten Brett und 1962 Bronze an Brett 3. Außerdem nahm Hort zwischen 1961 und 1992 an fünf Mannschaftseuropameisterschaften teil (drei mit der Tschechoslowakei, zwei mit Deutschland), wobei sein größter Erfolg der dritte Platz mit der deutschen Mannschaft 1989 in Haifa war.

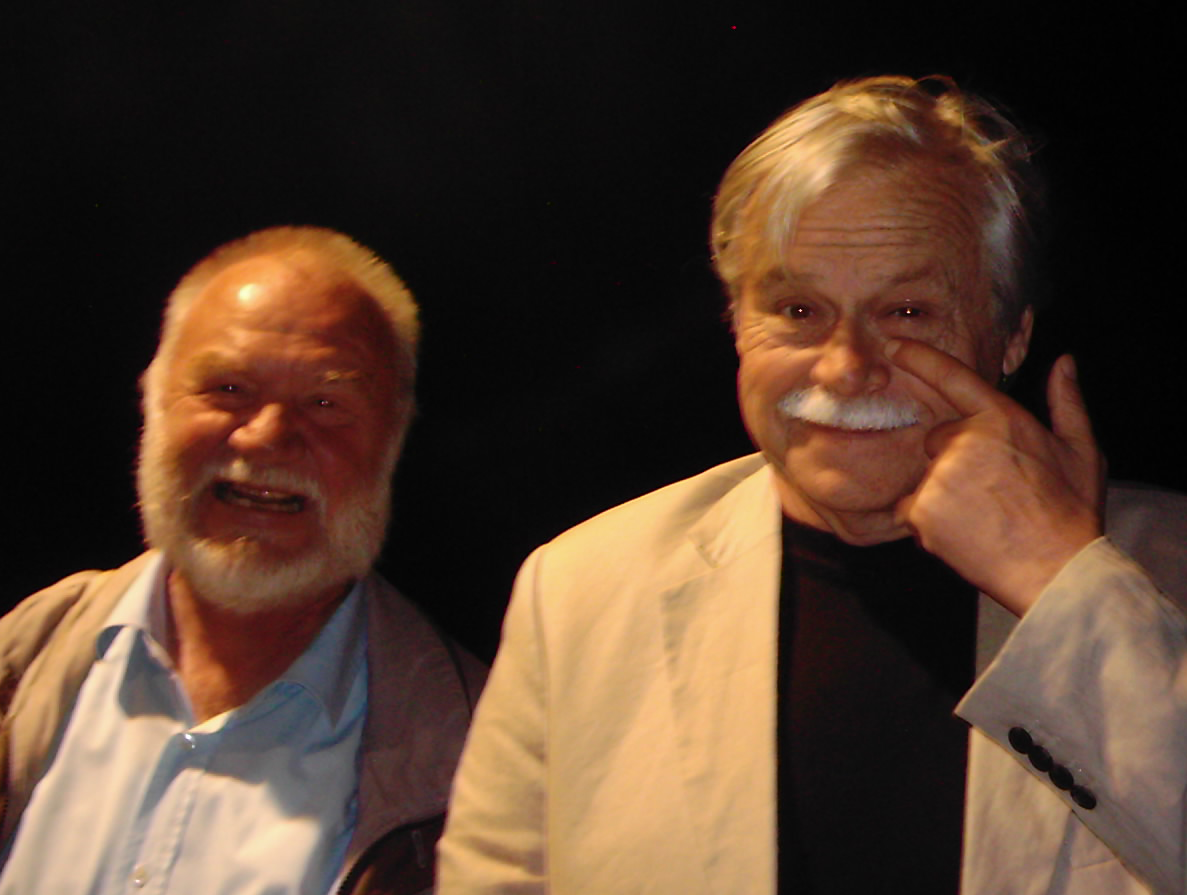
Siegfried Zill und Vlastimil Hort bei den Dortmunder Schachtagen 2008

Nachdem Hort Ende 1986 die deutsche Staatsbürgerschaft angenommen hatte, gewann er 1987 in Bad Neuenahr, 1989 und 1991 die Deutsche Meisterschaft. 2006 wurde er in Mainz Seniorenweltmeister im Chess960. Hort spielte zuletzt beim Oberhausener Schachverein 1887. Er war in dritter Ehe verheiratet und hatte einen Sohn (* 1967). Dieser blieb in der Tschechoslowakei zurück. Hort stellte 1977 in Reykjavík einen Weltrekord im Blindschach auf. Außerdem war er ein sehr guter Simultanspieler; 1985 stellte er bei einer Simultanvorstellung gegen 636 Gegner einen Rekord für das Guinness-Buch auf. Bekannt wurde Hort auch als manchmal humoristischer Kommentator bei den Schachsendungen „Schach der Großmeister“ im Fernsehprogramm des WDR an der Seite von Helmut Pfleger. In der letzten Veranstaltung 2005 trafen die beiden Kommentatoren Pfleger und Hort selbst aufeinander und spielten ein Remis. Zum Abschluss der Sendung wurden den beiden Protagonisten die Porträts, die Gautam von ihnen modelliert hatte, als Geschenk vom WDR überreicht. Lothar Schmid witzelte, „es ist nur die Frage, wer bekommt welches.“ Nach Hort ist ein System zur Preisgeldverteilung bei Turnieren benannt, das Hort-System.

## Veröffentlichungen
- Vlastimil Hort, Vlastimil Jansa: Der beste Zug (1982, ISBN 3-7919-0214-8), eine Sammlung von Teststellungen für das Schachtraining.
- Vlastimil Hort: Begegnungen am Schachbrett. Rau-Verlag, Düsseldorf 1984, ISBN 3-7919-0218-0.
- Vlastimil Hort: Schwarzweiße Erzählungen (belletristisches Werk). Bärenhort Verlag, Köln 1989.
- Meine Partien gegen die Weltmeister (DVD), Chessbase, Hamburg 2008, ISBN 978-3-86681-103-4.
- Vlastimil Hort: Meine Schachgeschichten. NAVA Verlag, Plzeň 2019. ISBN 978-80-7211-564-8.
- Vlastimil Hort: Meine unvergessenen Partien. NAVA Verlag, Plzeň 2024. ISBN 978-80-7211-637-9.